# Cyphon neovaribilis
Cyphon neovaribilis es una especie de coleóptero de la familia Scirtidae.

## Distribución geográfica
Habita en Nueva York (estado) (Estados Unidos).